# 羊城書院
羊城书院是中国近代的一座书院，位于现广东省广州市越秀区龙藏街。

## 历史
康熙二十二年（1683年），广东督粮道将蒋伊创立岭南义学和穗城书院。
雍正八年（1730年），知府吴骞捐廉重修岭南义学和穗城书院。到了嘉庆八年（1803年）康基田复官广州，任广东布政史，又重修了岭南义学，改名为为羊石书院。黄培芳曾受邀担任羊石书院院长，他在羊石书院期间订立了严格的学规。
嘉庆二十五年（1820年），广州知府罗含章重修羊石书院，改名为羊城书院，又将穗城书院并入羊城书院，改为羊城书院的馆，作为诸生栖息之所。
光绪二十七年（1901年），清廷下令各省所有省级书院均改设大学堂，各府、厅、直隶州均设中学堂。羊城书院于次年停办，按旨应改设为广州中学堂，但因地方狭隘，不够办学堂之用，广州知府龚沁湛便另择地改建广州中学堂，将羊城书院地及外馆地收归官场，其所属的经费租田款项调归中学堂的学费所用。至此，羊城书院便告结束。